# Andes siberutensis
Andes siberutensis är en insektsart som beskrevs av Frederick Arthur Godfrey Muir 1926. Andes siberutensis ingår i släktet Andes och familjen kilstritar. Inga underarter finns listade i Catalogue of Life.